# Telesia
Telesia était une ville romaine d'origine samnite située dans la vallée de Telesina, sur le territoire municipal de l'actuelle ville de San Salvatore Telesino, province de Bénévent en Campanie,.
Elle se trouvait à mi-chemin entre ce centre et celui de Telese Terme, dans une plaine fertile au confluent de la rivière Calore Irpino avec le Volturno. La cité était située dans une position clé dans le réseau routier du sud du Samnium, à mi-chemin entre Capoue antique, Beneventum et Venafrum.
La technique défensive originale des murs de Telesia anticipe de seize siècles la technologie de la fortification bastionnée.

## Historique

### Tulisium (Telesia samnite)
La ville fut mentionnée pour la première fois en 217 av. J.-C. lorsqu'elle fut occupée par le général carthaginois Hannibal Barca puis conquise par Quintus Fabius Maximus (fils de Quintus Fabius Maximus Verrucosus) en 214 av. J.-C., lors de la deuxième guerre punique. On n'a aucune nouvelle de la ville avant 217 av. J.-C.. En fait, reste légendaire Gaius Pontius, un chef samnite qui humilia les Romains en 321 av. J.-C. lors de la bataille des Fourches Caudines. Gaius Pontius et le noble samnite Didima, était appelé « Telesino » par plusieurs écrivains anciens.
Cicéron raconte que Gaius Herennius Telesinus, père du célèbre Gaius Pontius, a participé à une réunion d'érudits et de personnalités illustres tenue à Tarente. Platon et Archytas de Tarente ont également participé à ce colloque...
Selon certains historiens, la Telesia samnite était à l'origine située sur le Mont Acero, où l'on peut encore voir aujourd'hui les restes d'une ancienne fortification appelée Arce, tandis que d'autres chercheurs pensent que l'établissement d'origine était situé sur le territoire municipal de l'actuel Castelvenere. Ces dernières thèses expliqueraient l'omission de mentionner la ville par l'historien romain Tite-Live lors de la chronique des guerres samnites. Selon ces savants, le centre samnite de Telesia s'est ensuite déplacé à l'époque romaine vers la plaine où ses ruines peuvent encore être admirées aujourd'hui.

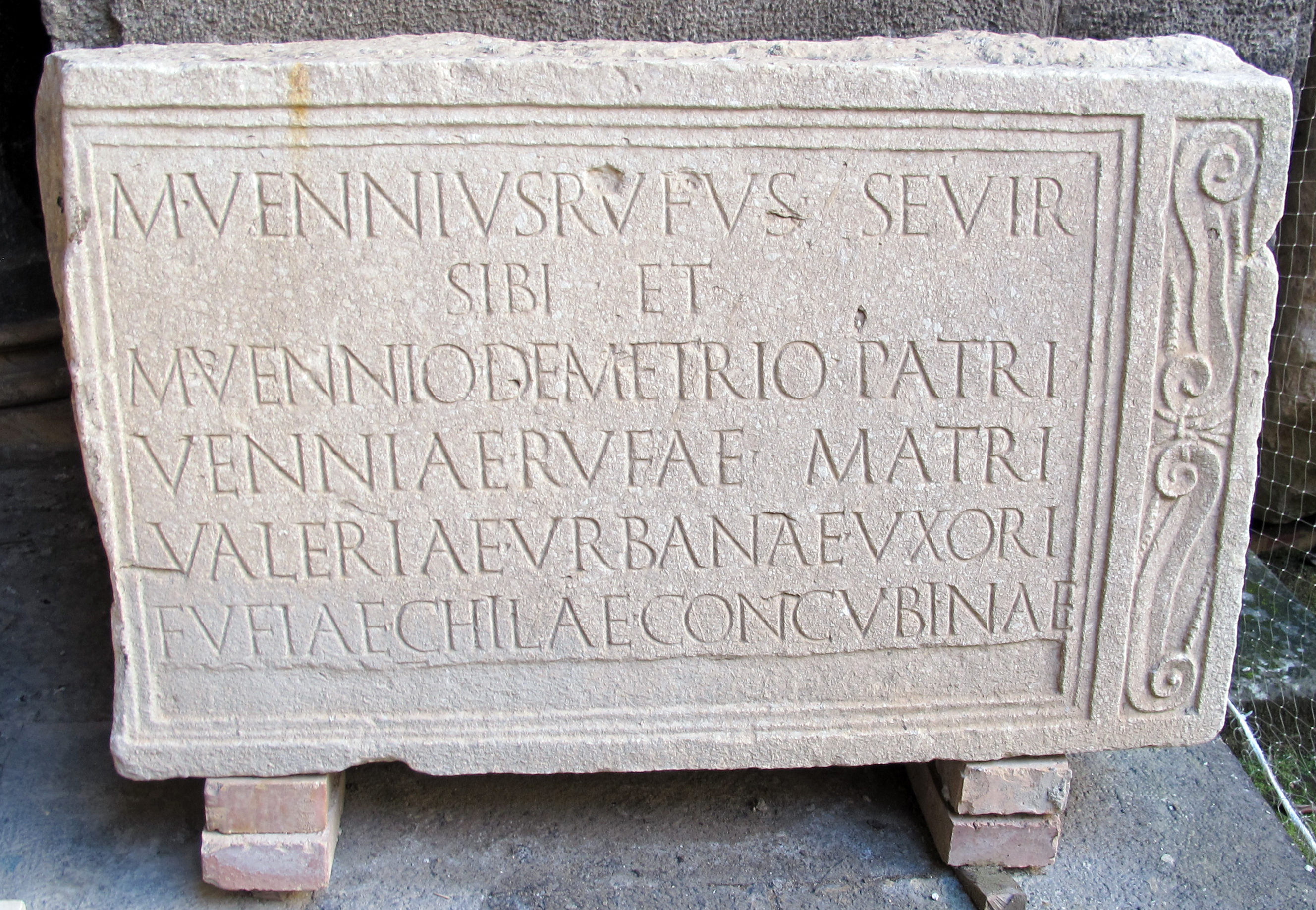
Epigraphe funéraire trouvée à Telesia.

Cependant, certaines fouilles archéologiques dans la zone où se trouvait Telesia ont témoigné de leur habitation par les Samnites. En particulier, cinq tombes samnites ont été découvertes dans le quartier de Truono, non loin du site archéologique romain. D'autres tombes ont été découvertes dans deux autres endroits voisins.
Le nom samnite de la ville était Tulisium, transcrit par les Grecs et les Latins par Telesia.

### Telesia romaine
Dans leurs écrits, Tite-Live et Polybe attachent une grande importance à la conquête de Telesia par Hannibal Barca. Le célèbre chef carthaginois, après avoir traversé les Alpes enneigées et vaincu les Romains près du lac Trasimène, se trouvait déjà dans les Apennins en 216 av. J.-C. et, après être arrivé au Samnium, traversa les gorges du Titerno, campant près de la rivière Volturno qui divise la plaine en deux.
Polybe raconte qu'Hannibal, après avoir traversé les gorges de la rivière Titerno, qui existent encore aujourd'hui entre le mont Erbano et le mont Cigno à Cerreto Sannita, s'est installé dans la plaine où il a attaqué Telesia qui, à l'époque, malgré son importance stratégique et commerciale, était privée de murs défensifs.
Hannibal occupa Telesia pendant environ deux ans mais en 214 av. J.-C. Quintus Fabius Maximus conquit la ville, la ramenant sous le pouvoir de Rome.
Une fois terminés les événements de la deuxième guerre punique, la ville devint un Municipium, comme en témoignent certaines épigraphes qui mentionnent les Duumviri, magistrats typiques des communes romaines. Précisément parce que la municipalité de Telesia est devenue l'une des nombreuses municipalités protagonistes de la guerre sociale (91 à 88 av. J.-C.), une bataille dont le but était de conquérir la citoyenneté romaine tant convoitée.
L'un des généraux de la Ligue sociale qui combattit contre Rome était Gaius Pontius Telesinus, descendant du chef samnite. Gaius Pontius réussit à former une armée de 40 000 hommes qui s'installèrent près de la capitale dans la nuit du 31 octobre au 1er novembre 82 av. J.-C. Lucius Cornelius Sulla, général et dictateur romain, contre-attaque dans une dure bataille remportée par les Romains. Pour se venger, Il détruit de nombreuses villes de la Ligue sociale dont Telesia.
Sous le gouvernement des Gracques ou de Sylla, la ville devint le siège d'une colonie de légionnaires romains, la Herculea Telesina. La colonie s'appelait Herculea en l'honneur du dieu Héraclès. Des jeux de gymnastique comme le pentathlon étaient également organisés en son honneur.
Telesia devient ainsi un carrefour important pour le trafic commercial et connaît une expansion urbaine rapide. Ses murailles rassemblaient des milliers d'habitants.

### Telesia lombarde et le tremblement de terre de 1349

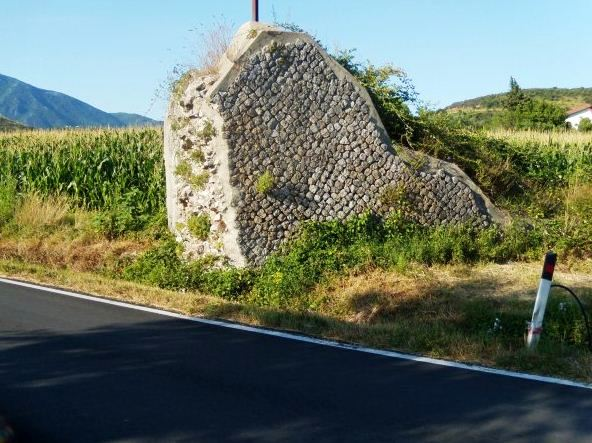
Ruines des murs en opus reticulatum.

Au Ve siècle, on apprend que le premier évêque du diocèse de Telesina, Florentius Telesinus, participa au deuxième concile romain, célébré par le pape Hilaire et tenu le 19 novembre 465 dans la Basilique Sainte-Marie-Majeure à Rome. Le successeur de Florentius fut Agnello qui participa au troisième concile romain, convoqué par le pape Félix III. Au tournant des VIe et VIIe siècles, Menna fut évêque de Telesia, conseiller du pape Grégoire Ier.
Il n’y a pas beaucoup d'informations des années qui ont suivi la chute de l’Empire romain d’Occident (476 apr. J.-C.). Telesia a probablement subi les mêmes raids barbares que ceux qui ont touché Bénévent.
Avec l'arrivée des Lombards, la ville devint le siège d'un gastald. Celui de Telesia ou Telese commença à la fin du VIIe siècle et fut érigé en comté en 969. La ville d'Alife relevait également de sa juridiction.
Entre 846 et 847, la ville fut durement touchée par l'invasion des Sarrasins. Le condottiere Massar, après avoir forcé Telesia à capituler en raison de l'interruption des conduites d'eau, dévasta les murailles et détruisit une grande partie de la ville. A ces premières destructions s'ajouta le tremblement de terre de l'année 848 qui frappa durement les villes du Samnium. Probablement à cause de ces événements, l'évêque Palerio de Telese (it), sanctifié plus tard, s'est déplacé vers les montagnes d'Irpinia pour chercher refuge.
À cause de ces événements, une partie substantielle des habitants abandonna la ville, fondant de nouveaux centres sur les collines ou en tout cas dans des zones mieux défendables. Ainsi sont nés San Lorenzello, San Salvatore Telesino, Frasso Telesino et le premier noyau de l'actuel Telese Terme, autour de la cathédrale de la Sainte Croix.
Vers le XIIe siècle, elle devint le siège d'un comté normand mais en 1193 elle fut incendiée par Tancrède de Sicile parce qu'il s'était rangé du côté d'Henri VI de Souabe.
Le tremblement de terre de 1349 provoque l'abandon définitif de la ville. Les secousses nombreuses et intenses, qui ont duré de janvier à septembre de la même année, ont provoqué des épisodes d'affaissement et de soulèvement du sol qui ont donné naissance à des étangs, des marécages, des émanations de dioxyde de carbone et de dioxyde de soufre rendant l'air irrespirable et la vie presque impossible. Même les évêques ont dû abandonner la ville en raison des nombreuses maladies provoquées par le climat insalubre, comme la malaria.

## Zone archéologique

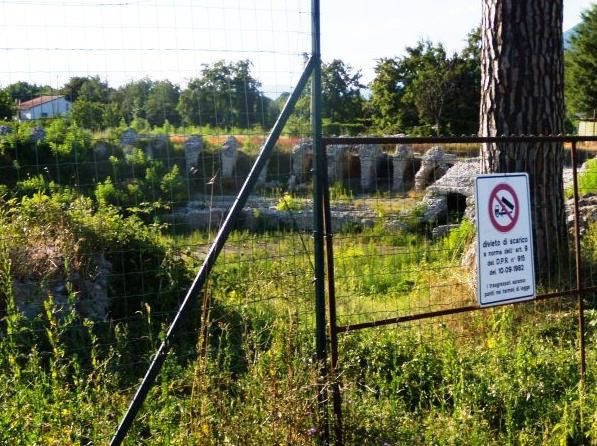
Zone archéologique.

La zone archéologique est située le long de la route provinciale qui relie Telese Terme à San Salvatore Telesino,.
L'historien local Dante Marrocco, sur la base d'un calcul spécial, a déterminé la population approximative de Telesia. Sachant que la superficie de la ville intra-muros était de 31 ha , en soustrayant un cinquième de cette superficie (occupée par les routes et les édifices publics), en calculant le coefficient familial moyen à 6 et la maison moyenne à 100 m2, les habitants de Telesia s'élevaient à environ 15 000 habitants, un chiffre substantiel pour l'époque qui démontrait l'importance de la colonie romaine.
La ville était un carrefour de cinq routes différentes venant de Venafro-Alife, Cubulteria, Bénévent, Caiazzo et Maddaloni.
Il y avait quarante-quatre insula (blocs), chacune mesurant 98 × 41 m. La majeure partie du site archéologique est enfouie et mériterait des campagnes de fouilles particulières. À l'intérieur des murs, on peut facilement voir la taille de La Colonna di Sansone, un mausolée à la destination incertaine.
Divers objets issus des fouilles archéologiques se trouvent au Musée archéologique national du Sannio Caudino à Montesarchio.

### Murailles

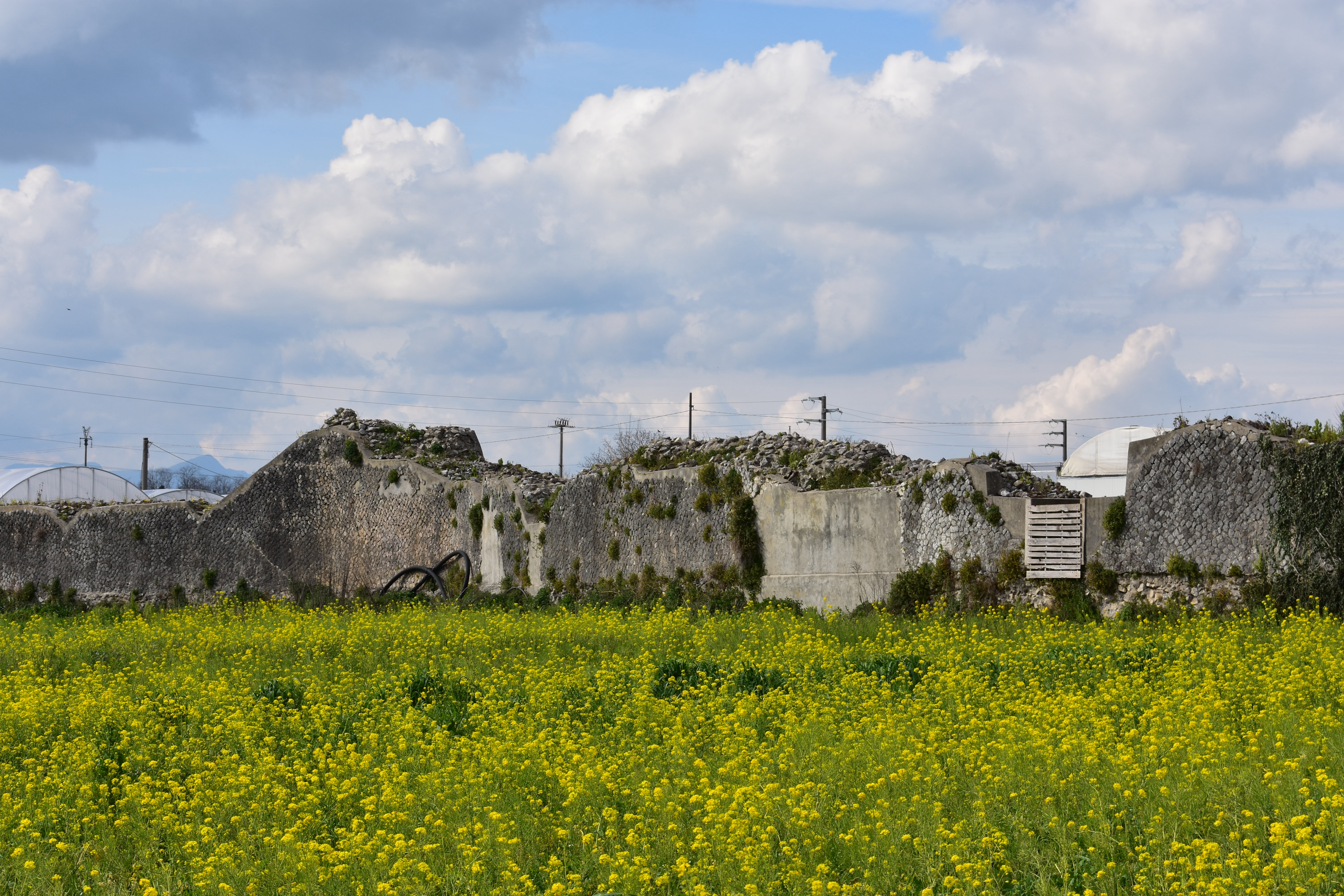
Les murailles de Telesia.

Les murailles de Telesia ont une structure de construction unique en son genre à l'époque romaine.
Les murs sont en fait formés de segments cintrés dont la concavité est tournée vers l'extérieur. Aux extrémités de chacun de ces segments arqués se trouvaient des tours, à base circulaire ou hexagonale, ayant dans la plupart des cas une structure complète (c'est-à-dire qu'il n'y avait pas d'ouvertures dans les tours).
Cette typologie bâtie très originale a été dictée par la nécessité de défendre au maximum la ville, située dans la plaine, qui ne disposait pas de défenses naturelles. Les murailles de Telesia étaient en effet très efficaces pour la défense de flanc car le secteur de tir de chaque tour avait une portée de 250° par rapport aux 180° des structures défensives ordinaires. La technique défensive des murailles de Telesia précède de seize siècles celle d'une fortification bastionnée. Les murs fonctionnaient exactement comme un bastion car la couverture balistique externe était très importante.
L'enceinte de la ville, bien conservée, a été construite selon une technique de construction homogène, en opus incertum ou en presque opus reticulatum sur un noyau de ciment massif. Les tours sont situées à distances régulières (30 à 45 mètres). Le long des remparts, il y avait trois portes principales et d'autres secondaires, reconnaissables le long du tracé des remparts.
Le chemin de ronde qui surplombait les remparts de la ville ne permet pas de patrouilles dans les deux sens. Il a probablement été agrandi vers l'intérieur grâce à la construction de structures en bois qui permettaient également son accès. Les portes étaient situées dans les parties concaves des murs et étaient protégées par les tours qui étaient en position avancée par rapport aux portes. Les rues pavées de pierre de basalte mesurent 2,51 mètres de large. Les murs mesuraient 7 m de haut et environ 2 m de large.

### Amphithéâtre

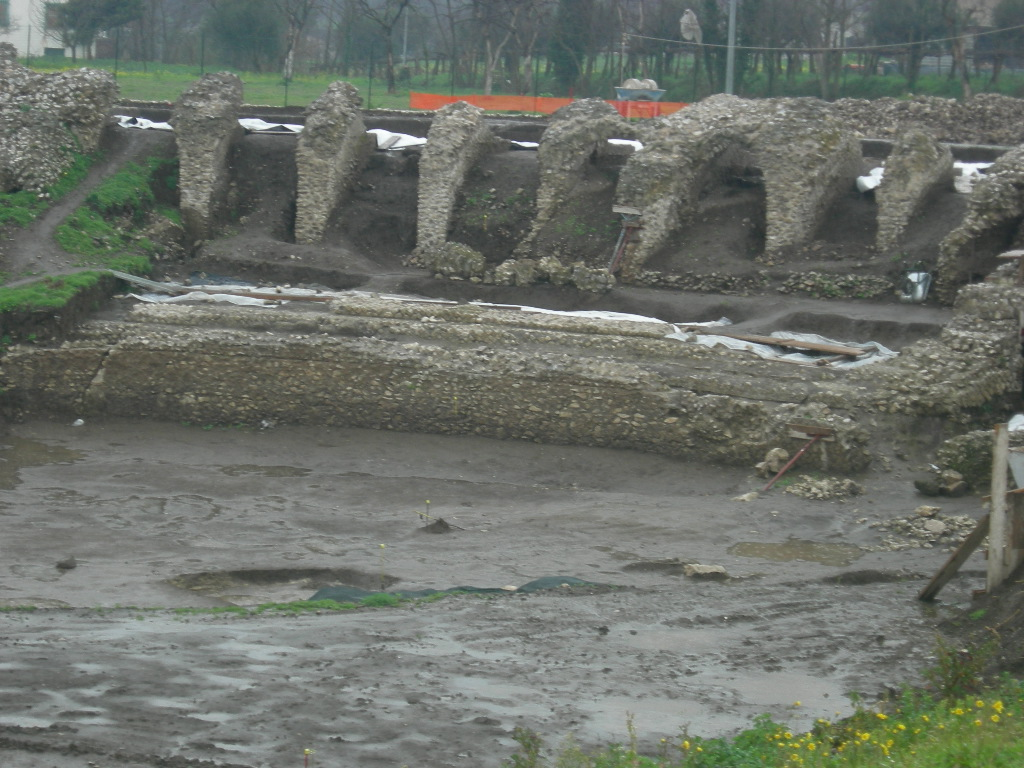
Les vestiges de l'amphithéâtre.

Les vestiges de l'amphithéâtre, avec ceux des murailles, sont les vestiges les plus visibles de la ville romaine étant donné que très peu de campagnes de fouilles ont concerné les autres quartiers de la ville. L'amphithéâtre est situé hors les murailles, non loin de la Porta di Capua. Sa construction est contemporaine de celle de l'amphithéâtre de Pompéi.
Une épigraphe rappelle que la ville avait décidé d'ériger une statue à Titus Fabius Sévère parce qu'il avait offert à ses frais des jeux de gladiateurs, avec une famille de nains, cinq fois et avec de grandes célébrations. Une autre épigraphe témoigne qu'il y avait une école de gladiateurs à Telesia. Les épigraphes nous informent de l'existence d'un théâtre romain, mais le manque de fouilles archéologiques d'envergure a empêché l'identification de l'endroit où il se trouvait.

### Aqueduc
Telesia était alimentée par un long aqueduc qui prenait sa source à Cerreto Sannita, dans la région de Sant'Angelo, à six milles de là. L'aqueduc traversait certains ponts situés dans l'actuelle commune de Castelvenere et atteignait ensuite la ville romaine.
La localité Sant'Angelo de Cerreto Sannita mentionnée par le savant Nicolangelo Pacelli dans un de ses manuscrits doit probablement être la localité où s'élève la Morgia Sant'Angelo (it) ou "leonessa", encore riche en sources aujourd'hui.
Au XVIIIe siècle, les ponts sur lesquels coulait l'eau et une grande citerne à côté des murailles d'où l'eau était distribuée à toute la ville via des conduites de plomb étaient encore visibles. L'aqueduc entrait dans la ville par le nord (là où le sol est plus élevé) et l'eau était distribuée par la tour de forme hexagonale la plus au nord, au bord des remparts de la ville.

### Thermes

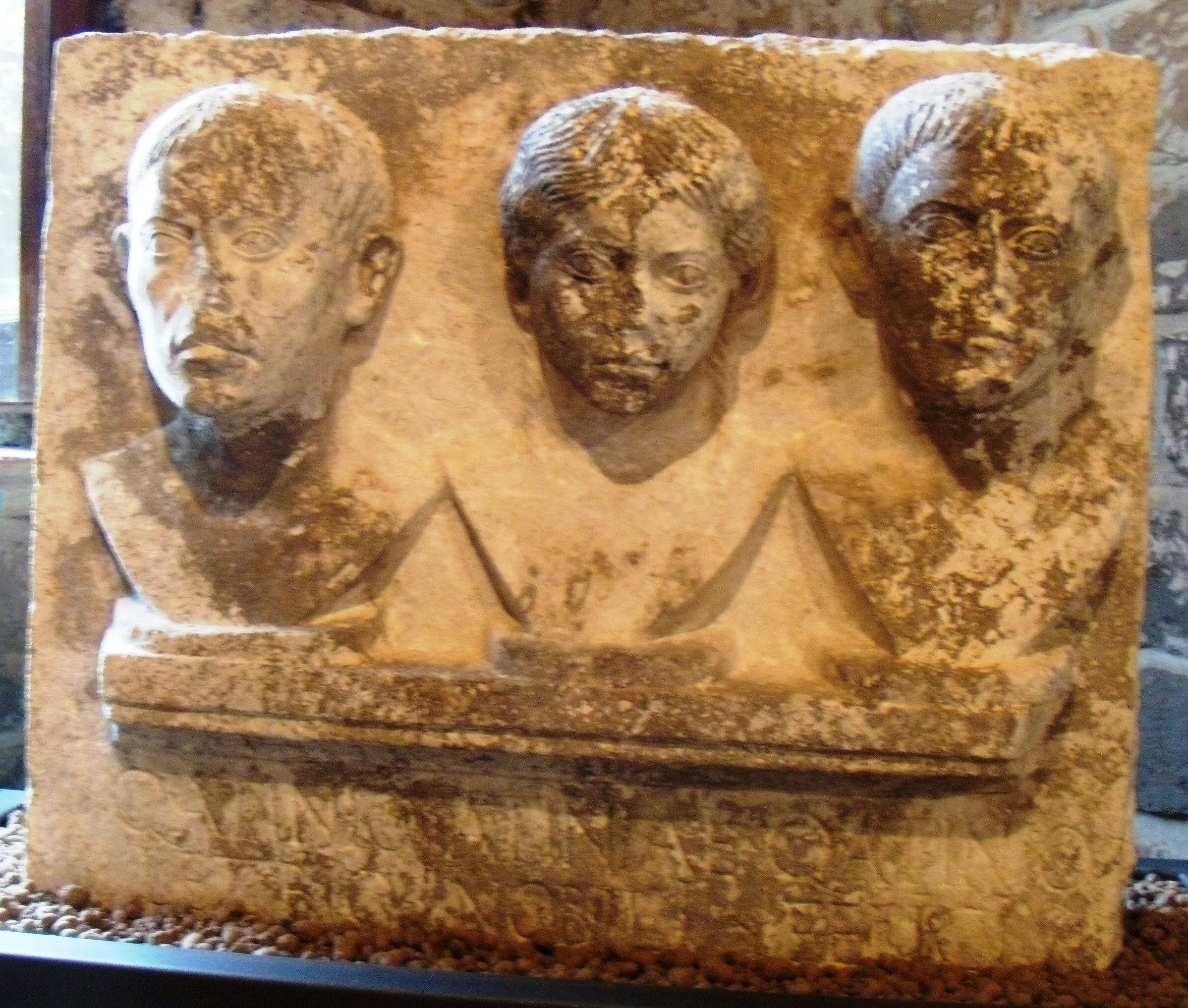
Monument funéraire conservé dans l'antiquarium de Telesia.

Il y avait deux grandes stations thermales, témoignage de l'importance de Telesia et du nombre élevé de ses habitants. Les deux complexes thermaux datent des Ier et IIe siècles.
Selon d'autres sources, il y avait trois complexes thermaux. Leurs ruines ont révélé des œuvres en mosaïque et la présence de nombreux chars.
L'un des complexes thermaux a été restauré par un certain Fabio Massimo, recteur de la province du Samnium, comme on peut le déduire d'une épigraphe qui se lit comme suit :

« FABIVS MAXIMVS VC/RECT Prov. LES THERMAS/SABIENS RESTITVIT/CVRANTE DANS LE PLUS SPLENDIDE ORDRE TELESINORVM »

Le système d'eau était surveillé par des magistrats spéciaux, selon ce qui ressort de certaines épigraphes. En fait, un certain Gaius Minucius fut plusieurs fois magistrat des eaux.

## Antiquarium de Telesia

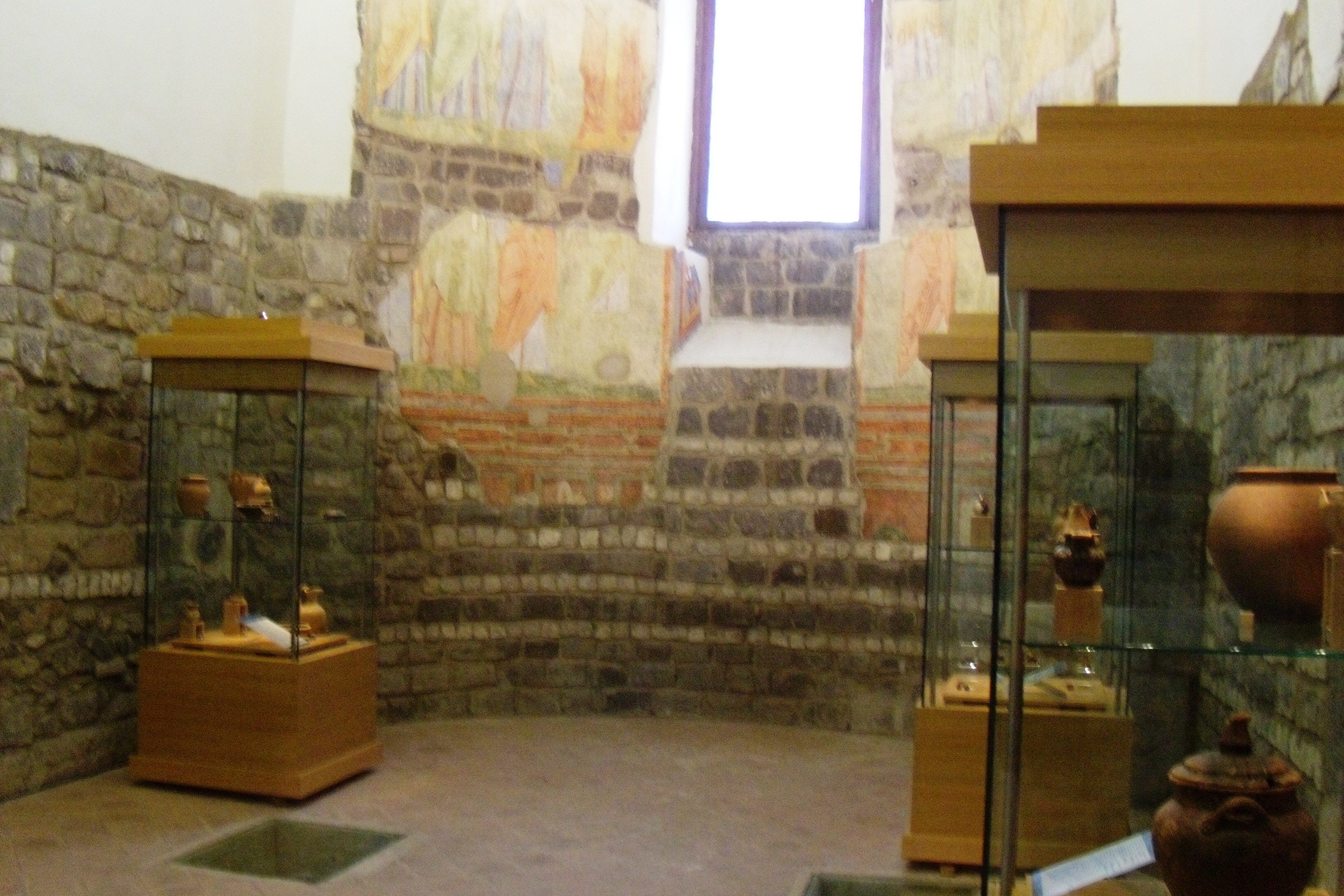
Antiquarium de Telesia.

L'antiquarium de Telesia a été ouvert en 2010 à l'abbaye bénédictine du Santissimo Salvatore de San Salvatore Telesino, qui rassemble des épigraphes, des vases en argile et des trouvailles trouvées au fil du temps dans la zone archéologique de la ville romaine.